# 미타케정
미타케정(일본어: 御嵩町)은 일본 기후현 가니군의 정이다.

## 지리
기후현 중남부 기소강 남안에 위치하고 정내에는 1급 하천인 가니강이 흐르고 있다.

## 역사
- 일찍이 나카센도의 슈쿠바인 미타케주쿠와 후시미주쿠가 있었다. 또 남산 부근에 미타케성이 있었다.
- 1955년 2월 1일 - 미타케정, 후시미정, 나카정, 가미노고촌이 합병해 새로운 미타케정이 성립하였다.

## 교통

### 도로
- 도카이 환상 자동차도
- 국도 21호선